# Jerzy Wiśniewski (ekonomista)
Jerzy Witold Wiśniewski (ur. 29 marca 1949 w Lęborku) – polski profesor nauk ekonomicznych.

## Życiorys
W 1967 roku ukończył Technikum w Lęborku. Następnie podjął studia ekonomiczne w Wyższej Szkole Ekonomicznej w Sopocie i na Uniwersytecie Gdańskim, które ukończył w roku 1972. Doktoryzował się cztery lata później rozprawą zatytułowaną Ekonometryczna analiza pracochłonności produkcji na przykładzie Stoczni im. Komuny Paryskiej w Gdyni. Pracę habilitacyjną pt. Ekonometryczne badanie zjawisk jakościowych. Studium metodologiczne obronił w roku 1986. W 2003 uzyskał tytuł profesora.
Pracował na Uniwersytecie Gdańskim w latach 1972–1977 oraz 1987–1990. W latach 1977–1987 był i od 1990 roku jest pracownikiem Uniwersytetu Mikołaja Kopernika w Toruniu, gdzie w latach 2002–2005 pełnił rolę prorektora. Ponadto pełnił także funkcję dziekana Wydziału Nauk Ekonomicznych. Obecnie jest członkiem Senatu UMK i kierownikiem Katedry Ekonometrii i Statystyki. Jego specjalnościami są: ekonometria zjawisk jakościowych, dynamiczne modele ograniczonych zmiennych endogenicznych i mikroekonometria.
Był członkiem Kongresu Liberalno-Demokratycznego. W 1997 otwierał okręgową listę kandydatów Unii Prawicy Rzeczypospolitej do Sejmu.

## Odznaczenia
- Nagroda Ministerstwa Nauki, Szkolnictwa Wyższego i Techniki (1984)